# Mechau
Mechau este o comună din landul Saxonia-Anhalt, Germania.